# Dumog
Als Dumog (auch Buno) wird das Ringen in den philippinischen Kampfkünsten bezeichnet. Unterschieden werden das Ringen im Stehen (Agaw Patid Buno) und der Bodenkampf (Musang Dumog). Dumog zeichnet sich dadurch aus, dass eine Vielzahl der Techniken sowohl mit als auch ohne Waffen eingesetzt werden kann.